# Emma Wade
Emma Wade (ur. 19 grudnia 1980) – belizeńska lekkoatletka, sprinterka.
Dwukrotnie reprezentowała swój kraj na igrzyskach olimpijskich, w Sydney startowała w biegu na 100 metrów kobiet, a w Atenach w biegu na 200 metrów – w obu przypadkach odpadając w eliminacjach.

## Rekordy życiowe
| Dystans            | Wynik | Miejsce     | Data         |
| ------------------ | ----- | ----------- | ------------ |
| Bieg na 100 metrów | 11,60 | Atlanta     | 18 maja 2002 |
| Bieg na 200 metrów | 22,98 | Gainesville | 28 maja 2004 |